# Zygós (ort i Grekland, Epirus, Nomós Ártas, lat 39,21, long 21,09)
Zygós är en ort i Grekland.   Den ligger i prefekturen Nomós Ártas och regionen Epirus, i den centrala delen av landet, 260 km nordväst om huvudstaden Aten. Zygós ligger 475 meter över havet och antalet invånare är 175.
Terrängen runt Zygós är huvudsakligen kuperad. Zygós ligger uppe på en höjd. Runt Zygós är det glesbefolkat, med 17 invånare per kvadratkilometer. Närmaste större samhälle är Arta, 10,1 km sydväst om Zygós. I omgivningarna runt Zygós växer i huvudsak blandskog.